# Brasilia Challenger 2 1989
Il Brasilia Challenger 2 1989 è stato un torneo di tennis facente parte della categoria ATP Challenger Series nell'ambito dell'ATP Challenger Series 1989. Il torneo si è giocato a Brasilia in Brasile dal 14 al  agosto 1989 su campi in cemento.

## Vincitori

### Singolare
Mario Tabares ha battuto in finale  Luiz Mattar con il punteggio di 6–3, 6–2

### Doppio
Horacio de la Peña /  David Macpherson hanno battuto in finale  Luis Ruette /  João Soares con il punteggio di 6–3, 7–5